# Blanchard (Luisiana)
Blanchard é uma cidade  localizada no estado americano de Luisiana, na Paróquia de Caddo.

## Demografia
Segundo o censo americano de 2000, a sua população era de 2050 habitantes. 
Em 2006, foi estimada uma população de 2439, um aumento de 389 (19.0%).

## Geografia
De acordo com o United States Census Bureau tem uma área de 
6,3 km², dos quais 6,3 km² cobertos por terra e 0,0 km² cobertos por água. Blanchard localiza-se a aproximadamente 76 m acima do nível do mar.

## Localidades na vizinhança
O diagrama seguinte representa as localidades num raio de 20 km ao redor de Blanchard. 